# Аудит
Ауди́т або авди́т (лат. audit — слухати) — перевірка даних бухгалтерського обліку і показників фінансової звітності суб'єкта господарювання задля висловлення незалежної думки аудитора про її достовірність в усіх суттєвих аспектах та відповідність вимогам законів України, положень (стандартів) бухгалтерського обліку або інших правил (внутрішніх положень суб'єктів господарювання) згідно із вимогами користувачів.
В англомовних джерелах під аудитом розуміють оцінку особи, організації, системи, процесів, підприємства, проекту або продукту. В Україні цей термін найчастіше позначає перевірку в сфері бухгалтерського обліку, але, внаслідок впливу англомовних джерел, термін також застосовується в галузі управління проектами, управління якістю, управління природними ресурсами та збереження енергії тощо.

## Історія розвитку аудиту

### Історія розвитку аудиту у світі
Окремі форми фінансового контролю, до яких відноситься аудит, існували ще в Стародавньому Єгипті (близько 2600 років до н. е.), де існували чиновники, які поєднували функції обліку та контролю. В Римській імперії (ІІІ ст. до н. е.) завдання контролю здійснювали спеціальні службовці, так звані куратори. Водночас з ними діяли прокуратори – намісники провінцій, фінансові чиновники з забезпечення державних доходів, а квестори переймалися фінансовими та судовими справами. В Стародавній Греції особлива увага приділялася контролю збереження власності, зокрема майна. Крадіжку греки розглядали як матеріальну шкоду. Нестача цінностей покривалася матеріально відповідальною особою або її поручителями, причому якщо нестача визначалася як розкрадання, то відшкодування її відбувалося у десятикратному розмірі.
Афіни мали спеціальних чиновників і контролерів, до обов’язків яких належало складання звітів про доходи і витрати держави та їх контроль. В Італії аудит поширився після падіння Римської імперії. Купці Флоренції, Генуї та Венеції використовували працю аудиторів для перевірки платоспроможності капітанів торгових кораблів, які перевозили товари в інші країні Європи. В той час метою контролю було попередження помилок в облікових книгах.
Наступною віхою в розвитку аудиту став період розквіту італійських міст-держав. Тут мало місце одночасне співіснування контролю, на приватному та державному рівнях.
У добу середньовіччя, разом із розвитком суспільно-економічних відносин удосконалювався облік і контроль господарської діяльності, з’явилися спеціальні трактати про контроль облікових записів і звітності. В цих трактатах наголошувалося на необхідності піддавати ретельній перевірці звіти, час-від-часу проводити інвентаризацію залишків цінностей, дебіторської заборгованості, підтверджувати правильність цін та інше.
Значним поштовхом у розвитку фінансово-господарського контролю у світі, а отже, і професії аудитора, було зародження капіталістичного способу виробництва. Починаючи з середини XIX ст., коли капіталістичний тип виробництва почав домінувати у країнах Європи і Північної Америки, реальні власники підприємств (акціонери, пайовики, засновники) майже повністю перестали брати участь в управлінні, яке було передано найманим працівникам – професійним менеджерам. Відразу почалися конфлікти інтересів: власники прагнули не тільки зберегти, а й примножити власність, а менеджери намагалися самі перейти до когорти власників, часто використовуючи надані їм можливості на шкоду своїм роботодавцям.
У цій суперечці, власники мали законне право вимагати від менеджерів продуктивної праці та сумлінного виконання обов’язків, але по справжньому контролювати їх не могли. Тому виникла ідея запрошувати висококваліфікованих і незалежних працівників (насамперед бухгалтерів), котрі могли б надавати об’єктивні дані про дійсне збереження активів підприємства, величину прибутку тощо.
Як підсумок зазначеної вище поступової видозміни, аудитори стали інструментом реалізації контролю власника за діяльністю найманого персоналу, результати якої знаходили формальне вираження у показниках публічної фінансової звітності.
Більшість вчених світу визнають, що офіційною датою виникнення незалежного аудиту в сучасному його значенні є 23 жовтня 1854 р. Саме тоді Спілці бухгалтерів Единбургу було надано статус королівської, а її членам надано звання "привілейованих бухгалтерів". Спілка бухгалтерів Единбургу налічувала 180 членів, Інститут бухгалтерів та експертів Глазго – 144, Спілка бухгалтерів Абердину— 224. Шотландська бухгалтерська практика стала широко відомою у світі, і вже до початку XX ст. було створено 12 організацій професійних бухгалтерів:
- 1854 р. — Спілка бухгалтерів Единбурга,
- 1855 р. — Інститут бухгалтерів та експертів Глазго,
- 1867 р. — Спілка бухгалтерів Абердину,
- 1870 р. — Інститут привілейованих бухгалтерів Англії та Уельсу,
- 1880 р. — Інститут привілейованих бухгалтерів Канади,
- 1886 р. — Інститут привілейованих бухгалтерів Австралії,
- 1887 р. — Спілка бухгалтерів Австралії,
- 1887 р. — Американський інститут дипломованих громадських бухгалтерів,
- 1888 р. — Інститут привілейованих бухгалтерів Ірландії,
- 1891 р. — Привілейована асоціація дипломованих бухгалтерів Англії,
- 1894 р. — Спілка бухгалтерів Нової Зеландії,
- 1895 р. — Інститут реєстрованих бухгалтерів Нідерландів.[4]

### Історія розвитку аудиту в Україні
Розвиток аудиту в незалежній Україні можна поділити на п'ять відрізків:
1. 1987-1992 рр. Виникнення приватної власності, а також прихід в Україну компаній з іноземним капіталом сформувало потребу в нових, незалежних від держави, форм контролю. Почали створюватися перші аудиторські компанії, діяльність яких була під значним контролем держави.
2. 1993-1998 рр. – Цей період характеризується значним зменшенням державного контролю за національною економікою, ліквідації контрольно-ревізійних відділів при міністерствах і відомств. Значна частина колишніх ревізорів почали займатися власною аудиторською практикою. В цей період з прийняттям Закону України «Про аудиторську діяльність» в Україні розпочалося формування нормативно-правової бази аудиту. Вимога проведення обов'язкового аудиту при поданні фінансової звітності для більшості підприємств у цей період обумовило значний попит на цей вид діяльності[5]. А відсутність вимог до проведення аудиту, а також відсутність належного державного і громадського контролю за якістю аудиторських послуг призвело до надання формальних аудиторських послуг.
3. 1999-2003 рр. Скасування обов'язкового проведення аудиту, а також фінансова криза 1998 року призвели до суттєвого зменшення попиту на аудиторські послуги, з іншого боку, заплутаність українського законодавства у сфері оподаткування і підприємництва, а також посилення податкового контролю, сформувала новий запит до послуг фахівців у сфері оподаткування, обліку та регулювання підприємницької діяльності. Це та дискредитація вітчизняних аудиторів у попередній період призвела до посилення монопольного становища представників Великої п’ятірки та інших іноземних аудиторських компаній. Цей період характеризується прийняттям національних нормативів аудиту, що були розроблені відповідно до міжнародних.
4. 2004-2009 рр. Визнання України як країни з ринковою економікою, відкриття своїх ринків відповідно до вимог Світової організації торгівлі, прихід іноземних інвестицій, зокрема, банківського іноземного капіталу стали економічними передумовами росту аудиторської діяльності в Україні. Немаловажну роль відіграло прийняття як національних стандартів Міжнародних стандартів аудиту. Цей період характеризується підвищенням якості аудиторських послуг, посиленням питомої ваги вітчизняних компаній на ринку аудиторських послуг в Україні, зростає обсяг надання супутніх аудиторських послуг.
5. 2010 р. і дотепер. Фінансова криза 2008-2009 рр. суттєво вплинула на національну економіку України, що призвело до зменшення попиту на аудит, разом з тим спостерігається зростання попиту на супутні послуги консультування, аутсорсинг бухгалтерських послуг.

## Класифікація видів аудиту

### Інвестиційний аудит
Інвестиції - це всі види цінностей, які вкладаються безпосередньо в об'єкти підприємницької та іншої діяльності з метою одержання прибутку (доходів). Інвестиції здійснюються у вигляді: іноземної валюти, валютних цінностей, рухомого і нерухомого майна (будинків, споруд, обладнання), акцій, облігацій, авторських прав, прав на винаходи, торгових знаків тощо, пільгових банківських вкладів, паїв, прав користування землею, природними ресурсами.
Аудитор вивчає дотримання порядку державної реєстрації інвестицій. Тут також важливо дослідити, як використовуються кошти, особливо цільові банківські вклади, акції та інші цінні папери, майно. Визначаються об'єкти і суб'єкти інвестиційної діяльності. Об'єктом інвестиційної діяльності може бути майно (основні фонди, оборотні кошти, цінні папери, майнові права).
Джерелами фінансування інвестиційної діяльності є:
- власні фінансові ресурси інвесторів (прибуток, амортизаційні відрахування, грошові нагромадження, заощадження юридичних і фізичних осіб тощо);
- позичені кошти інвесторів (банківські та бюджетні кредити, облігаційні займи тощо);
- залучені кошти інвесторів (кошти від продажу акцій, пайові внески юридичних і фізичних осіб);
- бюджетні інвестиційні асигнування тощо.

Цільове фінансування капітальних інвестицій визнається доходом протягом періоду корисного використання відповідних об'єктів інвестування (основних засобів, нематеріальних активів тощо) пропорційно сумі нарахованої амортизації цих об'єктів. У такому випадку дохід відображається у бухгалтерському фінансовому обліку в сумі реальної вартості активів, що отримані або підлягають отриманню.

### Зовнішній аудит
Зовнішній аудит, який здійснюють спеціальні аудиторські фірми, з'ясовує: дотримання правил бухгалтерського обліку та звітності з операцій, що здійснює корпоративне підприємство; стан внутрішнього контролю в умовах корпоративного підприємства та його оцінку; дотримання корпоративним підприємством положень законодавчих та нормативних актів України; виконання економічних завдань, встановлених рішенням загальних зборів власників.

### Внутрішній аудит
Внутрішній аудит здійснює внутрішня аудиторська служба підприємства, що періодично здійснює перевірки та оцінює:
- а) адекватність й ефективність заходів та системи внутрішньо-технологічного контролю;
- б) управління господарськими та фінансовими ризиками;
- в) повноту, своєчасність і достовірність фінансової та іншої звітності;
- г) дотримання принципів і внутрішніх процедур обліку;
- д) відповідність регулятивним вимогам.

Інститут внутрішніх аудиторів у Міжнародних стандартах професійної практики внутрішнього аудиту (видання 2013 року) дає наступне визначення внутрішнього аудиту: незалежна, об'єктивна діяльність з надання впевненості та консультування, що має додавати вартості організації та покращувати її діяльність. Внутрішній аудит допомагає організації досягати поставлених цілей за допомогою систематичного, послідовного підходу до оцінки і підвищення ефективності процесів керування ризиками, контролю та корпоративного управління.
Внутрішній аудитор перевіряє стан внутрішньо-технологічного контролю в усіх підрозділах корпоративного підприємства. Внутрішній аудитор надає поради щодо удосконалення системи внутрішньо-технологічного контролю, але не може безпосередньо його змінити, оскільки ці рекомендації керівництво може прийняти або відхилити. Тому внутрішній аудитор не несе відповідальності за стан систем внутрішньо- технологічного контролю в умовах корпоративного підприємства. Чим ефективніше працює ця система, тим менше часу потрібно витрачати на проведення внутрішнього аудиту.
Найдавнішою громадською організацією, яка об'єднує внутрішніх аудиторів в Україні, є Гільдія Професійних Внутрішніх Аудиторів України.

### Спеціальні види аудиту
- Екологічний аудит
- Енергоаудит
- Аудит проектів
- Аудит інформаційної безпеки

## Державний фінансовий аудит
Державний фінансовий аудит є різновидом державного фінансового контролю і полягає у перевірці та аналізі Державною аудиторською службою України та її міжрегіональними територіальними органами фактичного стану справ щодо законного та ефективного використання державних чи комунальних коштів і майна, інших активів держави, правильності ведення бухгалтерського обліку і достовірності фінансової звітності, функціонування системи внутрішнього контролю. Результати державного фінансового аудиту та їх оцінка викладаються у звіті. (ст. 3 Закону України "Про основні засади здійснення державного фінансового контролю в Україні" від 26.01.1993 р. № 2939-XII [Архівовано 11 травня 2019 у Wayback Machine.]).
Державний фінансовий аудит є урядовим засобом контролю за державними коштами, а оже є комбінацією зовнішнього аудиту (оскільки Держаудитслужба здійснює контроль у підконтрольних установ, які не входять у її структу) і внутрішнього аудиту (оскільки Держаудитслужба здійснює внутрішній контроль в межах виконавчої гілки влади України).

### Види державного фінансового аудиту
Держаудитслужба здійснює  державний фінансовий аудит за такими видами, що розподіляється за об'єктами аудиту:
- виконання бюджетних програм[8];
- місцевих бюджетів [Архівовано 10 травня 2019 у Wayback Machine.];
- державних (регіональних) цільових програм [Архівовано 10 травня 2019 у Wayback Machine.];
- інвестиційних проектів [Архівовано 10 травня 2019 у Wayback Machine.];
- Пенсійного фонду України, фондів загальнообов’язкового державного соціального страхування [Архівовано 10 травня 2019 у Wayback Machine.];
- діяльності суб’єктів господарювання [Архівовано 10 травня 2019 у Wayback Machine.];
- використання інформаційних технологій [Архівовано 3 липня 2019 у Wayback Machine.].
- окремих господарських операцій, що здійснюються суб'єктами господарювання державного сектору економіки[9]

Найдавніший вид аудиту, який здійснюють органи державного фінансового контролю - державний аудит виконання бюджетних програм - це багатоаспектний державний контроль,  який забезпечує здійснення законного  ефективного та результативного формування та використання оборотних та необоротних ресурсів держави, її кадрового потенціалу на всіх стадіях бюджетного процесу як на макро- так і на мікро-  рівнях.
Державний фінансвий аудит державних цільових програм до 2018 року (затвердження Урядом України відповідного порядку) проводився за порядком аудиту виконання бюджетних програм.

## Регулювання аудиту
У світовій практиці можна виділити дві різні концепції регулювання аудиторської діяльності. Перша з них отримала розповсюдження в таких європейських країнах, як Австрія, Іспанія, Німеччина, Франція та ін., де аудиторська діяльність суворо регламентується централізованими органами. На них фактично покладаються функції державного контролю за аудиторською діяльністю.
Друга концепція розвинута у англомовних країнах (Велика Британія, США), де аудиторська діяльність саморегулюється. Аудит у цих країнах орієнтований в основному на потреби акціонерів, інвесторів, кредиторів та інших економічних суб’єктів. Аудиторська діяльність тут регулюється переважно громадськими аудиторськими об’єднаннями.
В Україні аудиторська діяльність регулюється Аудиторською палатою України, яка складається з двадцяти членів:
- Від державних органів делегують по одному представнику Міністерство фінансів України, Міністерство юстиції України, Міністерство економіки України, Міністерство доходів і зборів України, Національний банк України, Державний комітет статистики України, Національна комісія з цінних паперів та фондового ринку, національна комісія, що здійснює державне регулювання у сфері ринків фінансових послуг, Рахункова палата України та Держаудитслужба.
- Від аудиторів делегуються в кількості десяти осіб висококваліфіковані аудитори з безперервним стажем аудиторської діяльності не менше п'яти років, представники фахових навчальних закладів та наукових організацій.[13]

## Стандарти аудиту
Міжнародні стандарти аудиту розробляє Міжнародна федерація бухгалтерів, а Стандарти з професійної практики проведення внутрішнього аудиту — Інститут внутрішніх аудиторів. Міжнародні стандарти внутрішнього аудиту застосовуються всіма суб'єктами господарювання і мають рекомендований характер.
До 31 грудня 2003 року в Україні діяли власні Національні стандарти аудиту, які були розроблені відповідно до міжнародних стандартів. Починаючи з 1 січня 2004 року Аудиторська палата України ухвалила рішення застосувати Стандарти аудиту та етики Міжнародної федерації бухгалтерів видання 2003 року, як Національні стандарти аудиту. Надалі, АПУ ухвалювала рішення про прийняття як національних стандартів, редакції 2006, 2010 , 2014 років . Повною назвою стандартів, які діють в Україні, є: Міжнародні стандарти контролю якості, аудиту, огляду, іншого надання впевненості та супутніх послуг.